# Zegel van Libië

Embleem dat sinds 2013 op het Libische paspoort prijkt

Sinds de val van het regime van Moammar al-Qadhafi heeft Libië geen officieel staatswapen meer. In plaats daarvan zijn er verschillende zegels gebruikt.

## Zegels
In april 2011 nam de Nationale Overgangsraad, in plaats van het tot dan toe gebruikte staatswapen, een zegel in gebruik. In het zegel staan drie halve manen, in de kleuren rood, zwart en groen. Deze kleuren komen ook terug in de vlag van Libië. Rechts daarnaast staan drie golven met daarboven een ster. In de rand staat zowel in het Arabisch als in het Engels de naam van de Nationale Overgangsraad, gevolgd door de naam Libië.

Zegel van de Nationale Overgangsraad
Vroege versie, gebruikt in maart en april 2011
Zegel dat gebruikt wordt sinds 15 maart 2021, door de Regering van Nationale Eenheid

Toen de Nationale Overgangsraad in 2012 opgevolgd werd door het Algemeen Nationaal Congres werd ook een nieuw zegel ingesteld. Op het in 2013 ingevoerde biometrische paspoort worden de islamitische wassende maan en ster gebruikt.

## Historische wapens
Voor Qadhafi aan de macht kwam werd in het koninkrijk Libië de zogeheten Kroon van Libië als wapen gebruikt. Daarna werd de Valk van de Qoeraisj gebruikt, in eerste instantie met een rood-wit-zwarte borstplaat. Toen Libië lid werd van de Federatie van Arabische Republieken nam Libië het wapen van die organisatie over. De tekst onder het wapen betekent Federatie van Arabische Republieken. In 1977, toen Libië een Arabisch-Socialistische Volksrepubliek werd, kreeg het borstschild dezelfde groene kleur als de toenmalige vlag van Libië. Dit symboliseerde de islam en het Groene Boek van al-Qadhafi.

Koninkrijk Libië (1951-1969)
Libisch-Arabische Republiek (1970-1972)
Libisch-Arabische Republiek, van de Federatie van Arabische Republieken (1972-1977)
Grote Libisch-Arabische Socialistische Volks-Jamahiriyah (1977-2011)

Algerije · Angola · Benin · Botswana · Burkina Faso · Burundi · Centraal-Afrikaanse Republiek · Comoren · Congo-Brazzaville · Congo-Kinshasa · Djibouti · Egypte · Equatoriaal-Guinea · Eritrea · Ethiopië · Gabon · Gambia · Ghana · Guinee · Guinee-Bissau · Ivoorkust · Kaapverdië · Kameroen · Kenia · Lesotho · Liberia · Libië · Madagaskar · Malawi · Mali · Marokko · Mauritanië · Mauritius · Mozambique · Namibië · Niger · Nigeria · Oeganda · Rwanda · Sao Tomé en Principe · Senegal · Seychellen · Sierra Leone · Soedan · Somalië · Swaziland · Tanzania · Togo · Tsjaad · Tunesië · Westelijke Sahara · Zambia · Zimbabwe · Zuid-Afrika · Zuid-Soedan
Afhankelijke gebieden:
Brits Territorium in de Indische Oceaan · Canarische Eilanden · Ceuta · Melilla · Madeira · Mayotte · Réunion · Sint-Helena · Tristan da Cunha